# US Open-mesterskabet i damedouble 2020
US Open-mesterskabet i damedouble 2020 var den 132. turnering om US Open-mesterskabet i damedouble. Turneringen var en del af US Open 2020 og blev spillet i USTA Billie Jean King National Tennis Center i New York City, USA i perioden 2. - 11. september 2020.
Mesterskabet blev vundet af Laura Siegemund og Vera Zvonarjova, som i deres første turnering som makkere besejrede tredjeseedede Nicole Melichar og Xu Yifan med 6–4, 6–4 i finalen. Det useedede tysk-russiske par vandt over tre seedede par i løbet af turneringen, herunder de forsvarende mestre, Elise Mertens og Aryna Sabalenka, i kvartfinalen. Zvonarjova vandt hermed titlen for anden gang, idet hun tidligere havde vundet i 2006 sammen med Nathalie Dechy. Det var russerens tredje grand slam-titel i alt i damedouble, da hun tidligere også havde vundet Australian Open 2012, og hendes femte grand slam-titel i alt i karrieren, når man også indregnede hendes to mixed double-titler. Laura Siegemund var i sin første grand slam-finale i damedouble og vandt derfor sin første grand slam-titel i den kategori. Det var hendes anden grand slam-titel i alt, fordi hun fra tidligere havde US Open-mesterskabet i mixed double 2016 på sit cv.
Det topseedede par, Tímea Babos og Kristina Mladenovic, blev taget ud af turneringen kort inden deres kamp i anden runde, eftersom Mladenovic blev sendt i karantæne, efter at hun havde været i nær kontakt med Benoît Paire, som seks dage tidligere var blevet testet positiv for COVID-19. Mladenovic havde sammen med de øvrige spillere, der havde været i kontakt med Paire i første omgang fået lov til at forsætte deres deltagelse i turneringen under en udvidet "sundhedsprotokol" med ekstra restriktioner. Men sundhedsmyndighederne i Nassau County, hvor hun boede under mesterskabet, udstedte et egentligt udgangforbud til den franske spiller, efter at der blev indført nye, skærpede karantæneregler for personer, der havde været i kontakt med COVID-19-smittede.

## Pengepræmier og ranglistepoint
Den samlede præmiesum til spillerne i damedouble androg $ 2.144.000 (ekskl. per diem), hvilket var et fald på 34 % i forhold til året før, hvor turneringen imidlertid havde haft dobbelt så mange deltagere.
| Resultat               | Pengepræmier | Pengepræmier | Ændring ift. 2019 | WTA-point |
| Resultat               | Pr. par      | Total        | Ændring ift. 2019 | WTA-point |
| ---------------------- | ------------ | ------------ | ----------------- | --------- |
| Vindere (1)            | $ 400.000    | $ 400.000    | −45,9 %           | 2.000     |
| Finalister (1)         | $ 240.000    | $ 240.000    | −35,1 %           | 1.300     |
| Semifinalister (2)     | $ 130.000    | $ 260.000    | −25,7 %           | 780       |
| Kvartfinalister (4)    | $ 91.000     | $ 364.000    | 0 %               | 430       |
| Tabere i 2. runde (8)  | $ 50.000     | $ 400.000    | 0 %               | 240       |
| Tabere i 1. runde (16) | $ 30.000     | $ 480.000    | 0 %               |           |
| Samlet præmiesum       | -            | $ 2.144.000  | −34,0 %           | -         |

## Turnering

### Deltagere
Turneringen havde deltagelse af 32 par, der var fordelt på:
- 28 direkte kvalificerede par i form af deres ranglisteplacering.
- 4 par, der havde modtaget et wildcard.

#### Seedede par
De otte bedst placerede af parrene på WTA's verdensrangliste blev seedet:
| Seedning | Rang. | Spillere                              | Resultat      |
| -------- | ----- | ------------------------------------- | ------------- |
| 1        | 7     | Tímea Babos Kristina Mladenovic       | Anden runde   |
| 2        | 11    | Elise Mertens Aryna Sabalenka         | Kvartfinalist |
| 3        | 29    | Nicole Melichar Xu Yifan              | Finalist      |
| 4        | 35    | Květa Peschke Demi Schuurs            | Kvartfinalist |
| 5        | 41    | Bethanie Mattek-Sands Zhang Shuai     | Første runde  |
| 6        | 47    | Shuko Aoyama Ena Shibahara            | Anden runde   |
| 7        | 51    | Viktorija Azarenka Sofia Kenin        | Anden runde   |
| 8        | 55    | Anna-Lena Friedsam Kateřina Siniaková | Anden runde   |

#### Wildcards
Oprindeligt modtog fire par et wildcard til turneringen.
- Hailey Baptiste og Kim Clijsters
- Usue Arconada og Christina McHale
- Jessica Pegula og Shelby Rogers
- Ann Li og Bernarda Pera

Det blev senere ændret, således at følgende tre par deltog i turneringen på et wildcard.
| Par                             | Resultat     |
| ------------------------------- | ------------ |
| Hailey Baptiste Whitney Osuigwe | Første runde |
| Usue Arconada Christina McHale  | Første runde |
| Jessica Pegula Shelby Rogers    | Anden runde  |

### Resultater
| Tímea Babos         |
| Kristina Mladenovic |

| Kaitlyn Christian |
| Giuliana Olmos    |

| Tímea Babos         |
| Kristina Mladenovic |

| Gabriela Dabrowski |
| Alison Riske       |

| Gabriela Dabrowski |
| Alison Riske       |

| Natela Dzalamidze |
| Irina Khromatjeva |

| Gabriela Dabrowski |
| Alison Riske       |

| Raluca Olaru        |
| Sara Sorribes Tormo |

| Asia Muhammad   |
| Taylor Townsend |

| Lucie Hradecká |
| Andreja Klepač |

| Lucie Hradecká |
| Andreja Klepač |

| Asia Muhammad   |
| Taylor Townsend |

| Asia Muhammad   |
| Taylor Townsend |

| Bethanie Mattek-Sands |
| Zhang Shuai           |

| Asia Muhammad   |
| Taylor Townsend |

| Nicole Melichar |
| Xu Yifan        |

| Nicole Melichar |
| Xu Yifan        |

| Kirsten Flipkens    |
| Alison Van Uytvanck |

| Nicole Melichar |
| Xu Yifan        |

| Cori Gauff   |
| Caty McNally |

| Cori Gauff   |
| Caty McNally |

| Hailey Baptiste |
| Whitney Osuigwe |

| Nicole Melichar |
| Xu Yifan        |

| Ljudmyla Kitjenok |
| Nadiia Kitjenok   |

| Hayley Carter |
| Luisa Stefani |

| Hayley Carter |
| Luisa Stefani |

| Hayley Carter |
| Luisa Stefani |

| Ann Li        |
| Bernarda Pera |

| Shuko Aoyama  |
| Ena Shibahara |

| Shuko Aoyama  |
| Ena Shibahara |

| Nicole Melichar |
| Xu Yifan        |

| Anna-Lena Friedsam |
| Kateřina Siniaková |

| Laura Siegemund |
| Vera Zvonarjova |

| Usue Arconada    |
| Christina McHale |

| Anna-Lena Friedsam |
| Kateřina Siniaková |

| Nao Hibino      |
| Makoto Ninomiya |

| Anna Blinkova        |
| Veronika Kudermetova |

| Anna Blinkova        |
| Veronika Kudermetova |

| Anna Blinkova        |
| Veronika Kudermetova |

| Jennifer Brady    |
| Caroline Dolehide |

| Květa Peschke |
| Demi Schuurs  |

| Oksana Kalasjnikova |
| Alla Kudrjavtseva   |

| Oksana Kalasjnikova |
| Alla Kudrjavtseva   |

| Sharon Fichman |
| Darija Jurak   |

| Květa Peschke |
| Demi Schuurs  |

| Květa Peschke |
| Demi Schuurs  |

| Anna Blinkova        |
| Veronika Kudermetova |

| Viktorija Azarenka |
| Sofia Kenin        |

| Laura Siegemund |
| Vera Zvonarjova |

| Ellen Perez   |
| Storm Sanders |

| Viktorija Azarenka |
| Sofia Kenin        |

| Alexa Guarachi   |
| Desirae Krawczyk |

| Laura Siegemund |
| Vera Zvonarjova |

| Laura Siegemund |
| Vera Zvonarjova |

| Laura Siegemund |
| Vera Zvonarjova |

| Jessica Pegula |
| Shelby Rogers  |

| Elise Mertens   |
| Aryna Sabalenka |

| Viktória Kužmová      |
| Aljaksandra Sasnovitj |

| Jessica Pegula |
| Shelby Rogers  |

| Arina Rodionova    |
| Sabrina Santamaria |

| Elise Mertens   |
| Aryna Sabalenka |

| Elise Mertens   |
| Aryna Sabalenka |